# Lesley Wyborn
Lesley Anne Irene Wyborn, née en 1949 est une géologue, géomaticienne et géographe australienne. Pionnière en géoinformatique, elle développe un nouveau cadre des systèmes minéraux, les systèmes d'information géographique en géologie, contribue au développement de la norme de balisage géoscientifique GeoSciML et s'investit dans le mouvement des données ouvertes. Ses contributions sont récompensées de nombreux prix.

## Biographie

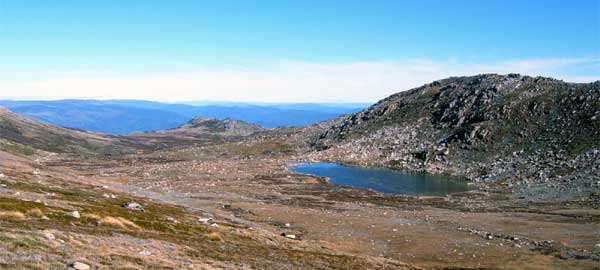
Le lac Cootapatamba dans le parc national du Kosciuszko, Snowy Mountains.

Lesley Wyborn naît en 1949. Elle fait des études en géologie à l'université de Sydney puis en sciences et mathématiques à l'université de Canberra. En 1972, elle est embauchée par le Bureau des ressources minières (BRGM australien). Tout en travaillant et élevant ses enfants, elle réalise un doctorat en géologie et géochimie, soutenu en 1977 à l'université nationale australienne : Aspects of the geology of the Snowy Mountains region and their implications for the tectonic evolution of the Lachlan Fold Belt. (Aspects de la géologie de la région des Snowy Mountains et leurs implications pour l'évolution tectonique du Lachlan Fold Belt.),. 

### Engagement
Elle dirige un temps le développement de l'Open Geospatial Consortium. Elle œuvre dans ce domaine pour favoriser les questions de diversité et d'inclusion. 

## Travaux
Lesley Wyborn commence sa carrière de chercheuse en géologie, se concentrant principalement sur la géochimie des granites et des gisements de minerais. Elle va sur le terrain avec papier, crayon, photo aérienne en noir et blanc et des tableaux de données tapés à la machine à écrire. Ce sont les débuts de l'informatique, elle utilise donc des ordinateurs dans ses recherches dès 1994, ce qui fait d'elle une pionnière en géoinformatique. Lesley Wyborn joue un rôle majeur en permettant aux géoscientifiques de mobiliser ces outils dans leurs recherches. Elle cartographie les différents gisements de minerais et les modélise avec des systèmes d'information géographique afin de comprendre les raisons de leur formation dans certains lieux. Cela lui permet de participer à la construction d'un cadre des systèmes minéraux qui marque une rupture dans l'exploration géologique. Alors qu'auparavant on mobilisait la classification des minéraux, elle propose avec ses co-auteurs une vision basée sur les relations entre d'une part la distribution du minerais et d'autre part les caractéristiques géologiques et géophysiques, en intégrant les questions d'échelles (district ou région).

L'interopérabilité vise à permettre de croiser des types et formats de données très divers ; c'est l'un des principes et critères du FAIR data

Lesley Wyborn contribue au développement du langage de balisage géoscientifique (GeoSciML), norme qui permet l'interopérabilité des données géoscientifiques en accès libre. Elle milite pour des données en open data et FAIR,,. La disponibilité de ces données en très gros volume a pour objectif de développer l'apprentissage automatique et l'intelligence artificielle en géophysique et dans l'industrie minière australienne.
Elle est co-développeuse du laboratoire australien de géophysique virtuelle, sur lequel elle travaille de 2012 à 2013. Ce dernier innove dans la manière de mener les différentes tâches et traitements avec des reprises dans d'autres domaines des géoscience et de l'environnement. Son équipe participe au développement de la plate-forme nationale d'interopérabilité des données de recherche sur l'environnement du NCI (NERDIP). Par sa capacité à faire travailler les équipes ensemble, elle est citée comme « la leader et la praticienne la plus influente d'Australie dans le domaine de la cyberinfrastructure » en 2015.

## Récompenses
- Prix Grahame Sands en 2021[3]. Il récompense des réalisations en géophysique dans le domaine de l'instrumentation, de l'acquisition de données, ou leur interprétation[3].
- Queen's Birthday honours en 2014[11]
- Contributions exceptionnelles en géoinformatique en 2015, prix décerné par la Société américaine de géologie[12]
- Membre de Société américaine de géologie en 2016[13],[14]
- Prix Martha Maiden qui récompense des réalisations exceptionnelles en information géographique bénéficiant aux sciences de la Terre[15]. Elle est la première non-américaine à recevoir ce prix[7].

## Publications
- (en) Lesley Wyborn, CA Heinrich et AL Jaques, « Australian Proterozoic mineral systems: essential ingredients and mappable criteria », The AusIMM Annual Conference,‎ 1994, p. 109-115 (lire en ligne  [PDF]).
- (en) M. A. Etheridge, R. W. R. Rutland et L. A. I. Wyborn, « Orogenesis and tectonic process in the early to middle Proterozoic of northern Australia », dans Geodynamics Series, vol. 17, American Geophysical Union, 1987 (ISBN 978-0-87590-517-4, DOI 10.1029/gd017p0131, lire en ligne), p. 131–147.
- (en) Adam Lewis, Simon Oliver, Leo Lymburner, Ben Evans et Lesley Wyborn, « The Australian Geoscience Data Cube — Foundations and lessons learned », Remote Sensing of Environment, big Remotely Sensed Data: tools, applications and experiences, vol. 202,‎ 1er décembre 2017, p. 276–292 (ISSN 0034-4257, DOI 10.1016/j.rse.2017.03.015, lire en ligne, consulté le 13 décembre 2022).
- (en) C. M. Knox‐Robinson et L. A. I. Wyborn, « Towards a holistic exploration strategy: Using Geographic Information Systems as a tool to enhance exploration », Australian Journal of Earth Sciences, vol. 44, no 4,‎ août 1997, p. 453–463 (ISSN 0812-0099 et 1440-0952, DOI 10.1080/08120099708728326, lire en ligne, consulté le 13 décembre 2022).
- (en) B. W. Chappell, A. J. R. White, I. S. Williams et D. Wyborn, « Lachlan Fold Belt granites revisited: High‐ and low‐temperature granites and their implications », Australian Journal of Earth Sciences, vol. 47, no 1,‎ février 2000, p. 123–138 (ISSN 0812-0099 et 1440-0952, DOI 10.1046/j.1440-0952.2000.00766.x, lire en ligne, consulté le 13 décembre 2022).